# Olderdalen
Olderdalen är en tätort och kyrkby i Kåfjords kommun i Troms fylke i norra Norge. Orten ligger vid Europaväg 6, på östra sidan av fjorden Lyngen. Den har färjeförbindelse med tätorten Lyngseidet på andra sidan fjorden. Här finns Kåfjords kyrka. Orten utgör kommunens centralort såväl som största tätort.

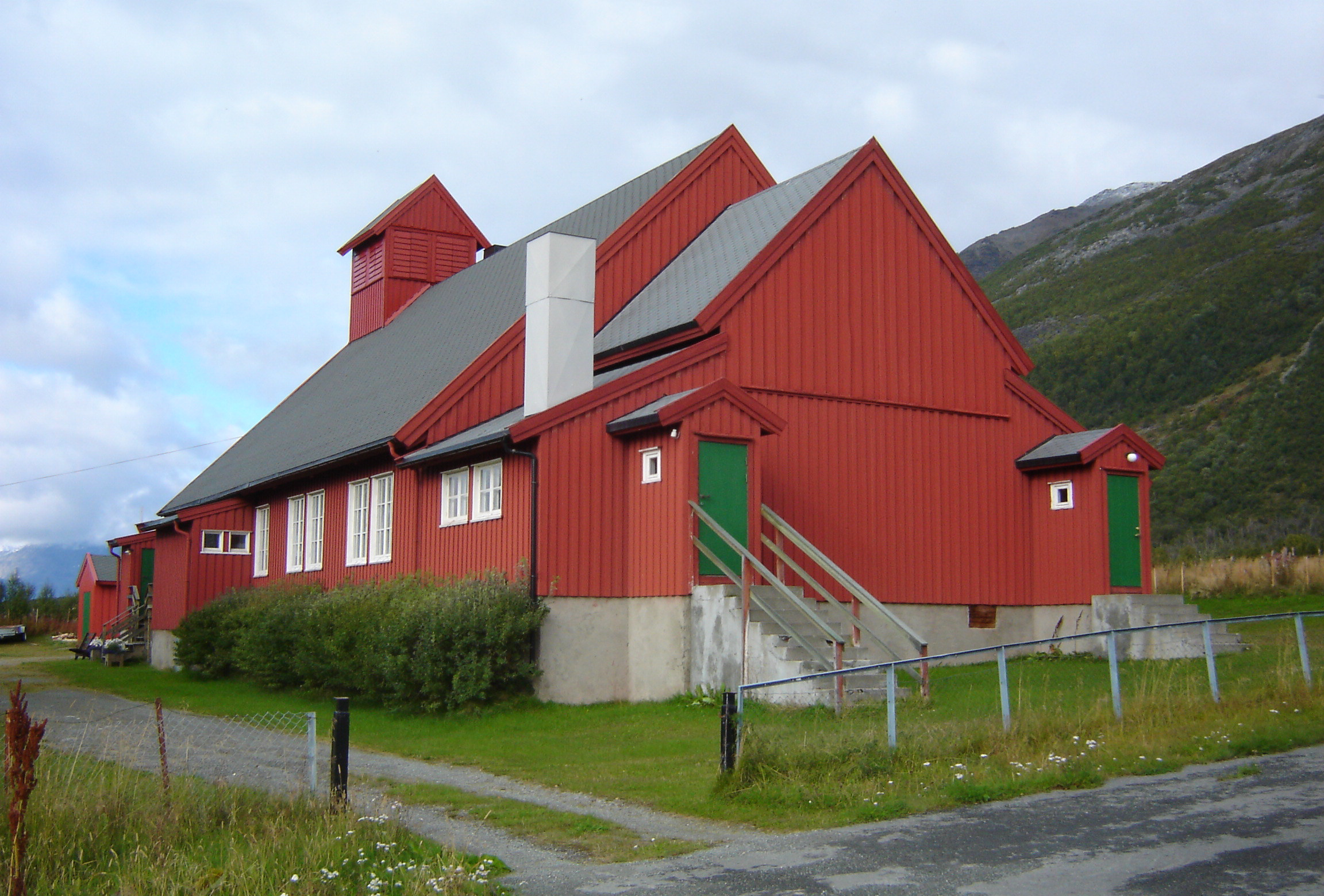
Kåfjords kyrka.